# Hit the Waves
Hit the Waves är ett studioalbum av The Mary Onettes, utgivet den 11 mars 2013 på skivbolaget Labrador.
Albumet spelades in i Svenska Grammofonstudion, Welfare Sounds, Studio Kommandobryggan och House Arrest Studio med Dan Lissvik och The Mary Onettes som producenter. Skivan mastrades i Svenska Grammofonstudion av Hans Olsson, med visst förarbete gjort av The Mary Onettes och Mattias Nyberg. Mixningen gjordes av Lissvik och The Mary Onettes och omslaget av Hanna af Ekström.
Henrik Ekström, Petter Agurén, Philip Ekström och Simon Fransson medverkade som musiker och därtill gästsjöng Anna Holm, Klara Reit, Lisa Holm och Tilde Nordström på "Black Sunsets".

## Låtlista
Alla låtar är skrivna av Philip Ekström.
1. "Intro" – 2:31
2. "Evil Coast" – 5:23
3. "Hit the Waves" – 4:17
4. "Years" – 4:28
5. "Don't Forget (to Forget About Me)" – 3:41
6. "Black Sunsets" – 3:31
7. "Blues" – 3:28
8. "Can't Stop the Aching" – 3:57
9. "Unblessed" – 4:30
10. "How It All Ends" – 3:13

## Medverkande
- Petter Agurén
- Henrik Ekström
- Philip Ekström
- Simon Fransson
- Anna Holm – gästsång på "Black Sunsets"
- Lisa Holm – gästsång på "Black Sunsets"
- Tilde Nordström – gästsång på "Black Sunsets"
- Klara Reit – gästsång på "Black Sunsets"

## Mottagande
Hit the Waves fick ett övervägande positivt mottagande och har medelbetyget 3,5/5 på Kritiker.se, baserat på tretton recensioner. Högst betyg fick skivan från Dalarnas Tidningar (4/5), Festivalrykten (9/10), Ge hit musiken (9/10), Norra Västerbotten (4/5) och Sydsvenskan (4/5). Lägst betyg fick den av Nya Wermlands-Tidningen (2/5).

## Listplaceringar
| Lista (2013) | Topplacering |
| ------------ | ------------ |
| Sverige      | 54           |